# Diego Abadía
Diego Ferney Abadia Garcia (Carepa, Antioquia, Colombia, 1 de mayo de 1999) es un futbolista que se desempeña en la posición de delantero centro y su equipo actual es el North District de la Liga Premier de Hong Kong.

## Trayectoria

### Inicios
Sus inicios fueron en Chigorodó, allí cuando era pequeño acompañaba siempre a su tía a los torneos de fútbol en el barrio. Entonces su madre al ver la pasión de Abadía por el fútbol decidió inscribirlo en una escuela, siendo esta la escuela de fútbol Talento Fútbol Club.
Pronto se empezó a destacar como un buen goleador y a los 15 años decide emprender un viaje a la capital del país con el objetivo de convertirse en futbolista profesional.
En su llegada a Bogotá, es acogido por el concejal César García en el barrio Villas del Madrigal, Ahí junto a Jork Becerra (actual jugador del Fortaleza F.C) y otros compañeros, juegan en torneos locales junto a un comerciante de ese sector que con otros comerciantes forman un equipo, Diego se destaca en varios torneos y marca goles que lo titulan goleador de distintas competencias.
Su primer equipo en la capital fue el club Dorado Bogotá en donde se destacó marcando varios goles. Con 17 años de edad se le presentó una oportunidad que lo haría crecer en sus cualidades, pues Abadía ganó la convocatoria para el programa "The Most Wanted" en Colombia que fue organizado por Nike. Sus goles conquistaron a todos y se los llevó a Inglaterra donde compartió con jóvenes de diferentes partes del mundo, mejorando sus cualidades y aptitudes como futbolista.

### Millonarios
Llega a las inferiores de Millonarios tras su aventura en Inglaterra, con el cuadro embajador queda campeón del Torneo Nacional Juvenil en 2019 con la categoría sub-20, siendo además el goleador del torneo con más de 20 goles. Ese mismo año, el entonces técnico Jorge Luis Pinto le da el aval para iniciar su formación como parte de la plantilla  profesional. Si bien formaba parte ya de la plantilla profesional no fue tenido en cuenta para disputar algún minuto con el equipo, debido al buen momento de delanteros como Roberto Ovelar o Hansel Zapata.
Tras el fracaso del técnico Jorge Luis Pinto con Millonarios en la temporada 2019 y la llegada de Alberto Gamero como nuevo timonel embajador Abadía espera nuevamente la oportunidad de debutar con el equipo del que es hincha, sin embargo con la pandemia del Coronavirus y por ende cese del futbol profesional Colombiano su oportunidad debe esperar más.

Finalmente el 19 de septiembre del año 2020 con el futbol colombiano ya reanudado, en el partido contra Once Caldas en el Campín por la fecha 10 de la Categoría Primera A se da el día de su debut con Millonarios entrando al minuto 79 por el lesionado Jorge Rengifo. El 29 de octubre debuta de manera internacional en la derrota como locales1-2 contra el Deportivo Cali por la Copa Sudamericana 2020.
El 30 de diciembre de 2020 se confirma su renovación por 3 años más con Millonarios.

## Clubes
| Club           | País      | Temporadas    |
| -------------- | --------- | ------------- |
| Millonarios    | Colombia  | 2020 - 2022   |
| Fortaleza CEIF | Colombia  | 2022 - 2023   |
| Millonarios    | Colombia  | 2023-2024     |
| North District | Hong Kong | 2025-presente |

## Estadísticas
| Club                      | Div.          | Temporada     | Liga  | Liga  | Copa nacional | Copa nacional | Copa Internacional | Copa Internacional | Total | Total |
| Club                      | Div.          | Temporada     | Part. | Goles | Part.         | Goles         | Part.              | Goles              | Part. | Goles |
| ------------------------- | ------------- | ------------- | ----- | ----- | ------------- | ------------- | ------------------ | ------------------ | ----- | ----- |
| Millonarios · Colombia    | 1.ª           | 2020          | 8     | 0     | 0             | 0             | 2                  | 0                  | 10    | 0     |
| Millonarios · Colombia    | 1.ª           | 2021          | 9     | 1     | 1             | 0             | -                  | -                  | 10    | 1     |
| Millonarios · Colombia    | 1.ª           | A-2022        | 5     | 0     | 1             | 0             | -                  | -                  | 6     | 0     |
| Fortaleza CEIF · Colombia | 1.ª           | F-2022        | 8     | 1     | 2             | 0             | -                  | -                  | 10    | 1     |
| Fortaleza CEIF · Colombia | 1.ª           | A-2023        | 0     | 0     | -             | -             | -                  | -                  | 0     | 0     |
| Fortaleza CEIF · Colombia | Total club    | Total club    | 8     | 1     | 2             | 0             | 0                  | 0                  | 10    | 1     |
| Millonarios · Colombia    | 1.ª           | F-2023        | 0     | 0     | -             | -             | -                  | -                  | 0     | 0     |
| Millonarios · Colombia    | 1.ª           | A-2024        | 0     | 0     | -             | -             | -                  | -                  | 0     | 0     |
| Millonarios · Colombia    | Total club    | Total club    | 22    | 1     | 2             | 0             | 2                  | 0                  | 26    | 1     |
| Total carrera             | Total carrera | Total carrera | 30    | 2     | 4             | 0             | 2                  | 0                  | 36    | 2     |

## Palmarés

### Campeonatos nacionales
| Título                | Club        | Año  |
| --------------------- | ----------- | ---- |
| Copa Colombia         | Millonarios | 2022 |
| Torneo Apertura       | Millonarios | 2023 |
| Superliga de Colombia | Millonarios | 2024 |

### Distinciones individuales
| Distinción                                             | Año  |
| ------------------------------------------------------ | ---- |
| Máximo goleador de la Supercopa Juvenil FCF (24 goles) | 2019 |